# 데비 로천

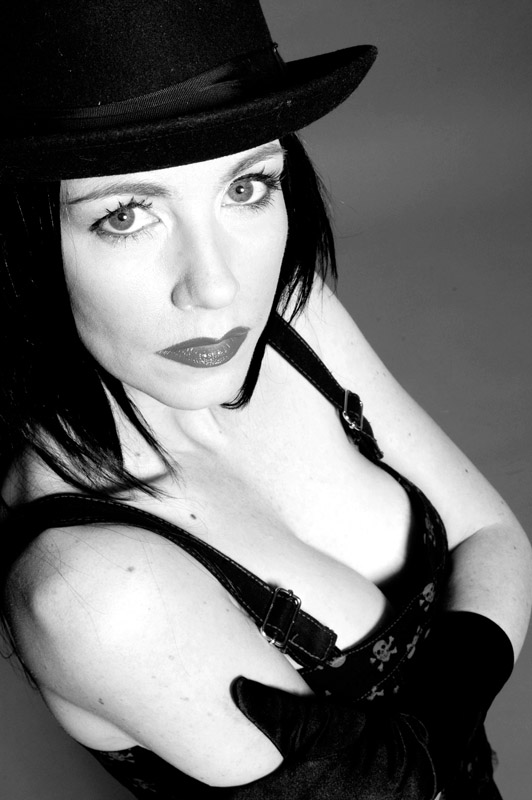

데비 로천(Debbie Rochon, 1968년 11월 3일 ~ )은 캐나다의 배우, 연극 배우, 영화배우이다.
밴쿠버에서 태어났다.

## 영화
- 블랙 스완: 흑화 (2018년) - 카를리나 역
- 3 솔리튜드 (2017년) - 코라 오설리반 역
- 낫싱 세이크리드 (2015년)
- 모델 헝거 (2015년)
- 악스 투 그린드 (2015년) - 데비 윌킨스 역
- 사자왕: 거대 전쟁의 시작  (2015년)
- 바시티 블러드 (2014년) - 낸시 역
- 마샬 패밀리 (2014년)
- 래스 오브 더 크로우즈 (2013년) - 데비 역
- 더 맹글드 (2013년) - 베스 베이츠 역
- 스캐빈져 (2013년) - 마가렛 존슨 역
- 위도우 크릭 (2013년) - 빌 역
- 데드 엔드 (2013년) - 알렉시스 역
- 솔리드 스테이트 (2012년) - 에밀리 티 역
- 블러드스트럭 (2011년) - 릴리스 역
- 베그 (2011년)
- 다이어리 오브 데스 (2010년) - 릴리스 역
- 사탄은 당신을 미워한다 (2010년) - 티나 역
- Psychic Experiment (2010)
- 행거 (2009년) - 로즈 역
- 컬러 프롬 더 다크 (2008년) - 루치아 역
- 피어메이커스 (2008년)
- 랩투리우스 (2007년) - 시드 역
- 비잉 마이클 매드슨 (2007년)
- 웰컴 투 깐느 - 영화제의 모든 것 (2007년) - 본인 역
- 육체의 축제 (2007년)
- 멀베리 스트리트 (2006년)
- 폴트리가이스트 (2006년)
- 죽고 살리기 (2006년)
- 데스-디파잉 액츠 (2005년)
- 블러드 레릭 (2005년)
- 포트 둠 (2004년)
- 크래퍼 테일즈 (2004년)
- 보그 크리처스 (2003년)
- 니코스 (2003년)
- 킬조이 2 (2002년)
- 블리드 (2002년) - 매디 패터슨 역
- 플레이 메이트 오브 에이프 (2002년)
- 톡시 묵시록 (2002년) - 본인 역
- 글래디에이터 에로틱: 더 레즈비언 워리어스 (2001년) - 펠라티오 역
- 톡식 어벤저 4 (2000년) - 미즈 웨이너 역
- 엽기 영화 공장 (1999년)
- 살아있는 시체들의 밤 - 30주년 기념작 (1998년)
- 에어보스 2 (1998년)
- 트로미오와 줄리엣 (1996년)
- 브로드캐스트 봄쉘스 (1995년)
- 유괴 2 (1994년)
- 뱀파이어 키스 (1988년)
- 베스트 크리스마스 패전트 에버 (1983년)
- 살아있는 시체들의 밤 (1968년)